# Johan Casimir Fleming
Johan Casimir Fleming af Liebelitz, född 20 september 1660 i Stockholm, död 1714 i Österhaninge, var en svensk friherre och kammarråd. 
Han var son till Göran Claesson Fleming och Sigrid Gyllenstierna dotter till Johan Gyllenstierna  av friherrliga ätten Gyllenstierna af Lundholm. Han blev assessor i kammarrevisionen 1683 och kammar- och kommerseråd 1692. Johan Casimir Fleming ligger begraven i Bielkenstjernska graven i Österhaninge kyrka tillsammans med sin fru. Han ägde flera stora slott och gods, bl. a. Borrlövsta, Göksholms slott, Hesselby, Lydinge, Norrnäs, Sjöholm, Sunnanå, Wendelsjö och Årsta slott.
Gift med Charlotta Axelsdotter Bielkenstierna, med vilken han fick tre döttrar och en son. 